# Morocco Summer Cup
La Morocco Summer Cup est une compétition estivale de football qui se déroule au Maroc.

## Histoire
La première édition du tournoi s'est déroulé du 15 au 25 juillet 2008  au Complexe Mohamed V à Casablanca et au Stade Ben M'Hamed El Abdi à El Jadida. Elle a accueilli les FAR de Rabat (Maroc), le Maghreb de Fès (Maroc), l'Étoile sportive du Sahel (Tunisie), le FC Nantes (France), le Royal Charleroi Sporting Club (Belgique), le Paços de Ferreira (Portugal), l'Athletic Bilbao (Espagne) et l'Udinese (Italie). Il y a eu 8 clubs pour 10 matches.

## Quelques règles
- L'entraîneur a le droit de faire maximum 5 remplacements dans un match.
- S'il y a égalité à la fin des 90 minutes, il y aura directement les tirs au but.
- Un carton rouge est synonyme d'expulsion au prochain match.
- Si un joueur prend un carton jaune, il ne sera compté dans le match suivant, mais si le joueur prend 2 cartons jaunes dans le match, il y aura bien une expulsion.

## Édition 2008

### News
- L'Étoile sportive du Sahel a participé à ce tournoi avec un groupe formé des nouvelles recrues et des espoirs de l’équipe. Car le club devait affronter l'Espérance sportive de Tunis en huitième de finale de la coupe de la CAF (le match aller a eu lieu le 13 juillet, le match retour le 26 juillet).
- Après les matches de la journée du jeudi 17 juillet, les organisateurs ont décidé que le reste des matches du tournoi allaient se dérouler au Complexe Mohamed V à Casablanca.
- Certaines équipes invitées au tournoi Summer Cup ont logé dans trois villes différentes. Nantes à Skhirat dans un beau cadre touristique, les FAR à El Jadida dans un bel hôtel, tout comme le club belge de Charleroi. Quant au MAS, tout comme l'équipe portugaise, Pacos de Ferreira, ils avaient choisi Casablanca.
- Ayant une finale de coupe du trône le 26 juillet, les FAR de Rabat joueront leur match de classement pour la 3e place prévu le 25 juillet avec l'équipe des juniors.

### Horaire
L'heure des matchs est en GMT +1, les deux horaires des rencontres sont 18h00 et 20h45.

### Arrivées des équipes
Voici les dates d'arrivées des équipes participantes au Maroc : 
- Dimanche 13 juillet : Étoile sportive du Sahel (Tunisie) et Royal Charleroi Sporting Club (Belgique)
- Mardi 15 juillet : Paços de Ferreira (Portugal)
- Mercredi 16 juillet : FC Nantes (France)
- Lundi 21 juillet : Udinese (Italie)
- Mardi 22 juillet : Athletic Bilbao (Espagne)

### Les matches

#### 1ertour
| 15 juillet 2008 Match 1 | Maghreb de Fès                           | 2–2 | Étoile sportive du Sahel                       | 18h00 - Stade Ben M'Hamed El Abdi, El Jadida |  |
|                         | Abdelatif Noussir 16e · Nabil Daoudi 77e |     | Sadat Bukhari 52e · Mustapha Mrani 90+2e (CSC) |                                              |  |

----
L'Étoile du Sahel s'impose aux tirs au but par 4-3.
| 15 juillet 2008 Match 2 | FAR de Rabat            | 1–0 | Royal Charleroi Sporting Club | 20h45 - Stade Ben M'Hamed El Abdi, El Jadida |
|                         | Mohamed Amine Kabli 86e |     |                               |                                              |

----

#### 2etour
| 17 juillet 2008 Match 3 | Paços de Ferreira                        | 2–1 | Étoile sportive du Sahel | 18h00 - Complexe Mohamed V, Casablanca |  |
|                         | Edson Nobre 15e · Cristiano Moraes 90+2e |     | Sadat Bukhari 81e        |                                        |  |

----
| 17 juillet 2008 Match 4 | FAR de Rabat      | 1–0 | FC Nantes | 20h45 - Complexe Mohamed V, Casablanca |
|                         | Tarik Merzouk 66e |     |           |                                        |

----

#### 7eet8eplace
| 20 juillet 2008 Match 5 | Maghreb de Fès               | 1–0 | Royal Charleroi Sporting Club | 18h00 - Complexe Mohamed V, Casablanca |
|                         | Youssef Abouda 59e (penalty) |     |                               |                                        |

----

#### 5eet6eplace
| 20 juillet 2008 Match 6 | Étoile sportive du Sahel | 0–0 | FC Nantes | 20h45 - Complexe Mohamed V, Casablanca |  |
|                         |                          |     |           |                                        |  |

----
L'Étoile du Sahel s'impose aux tirs au but par 5-4.

#### Demi-finales
| 22 juillet 2008 Match 7 | FAR de Rabat         | 1–1 | Athletic Bilbao       | 18h00 - Complexe Mohamed V, Casablanca |  |
|                         | Youssef Kaddioui 59e |     | Fernando Llorente 45e |                                        |  |

----
L'Athletic Bilbao s'impose aux tirs au but par 4-1.
| 22 juillet 2008 Match 8 | Udinese                                    | 2–0 | Paços de Ferreira | 20h45 - Complexe Mohamed V, Casablanca |
|                         | Antonio Floro Flores 59e · Simone Pepe 75e |     |                   |                                        |

----

#### 3eet4eplace
| 25 juillet 2008 Match 9 | FAR de Rabat (juniors) | 0–0 | Paços de Ferreira | 18h00 - Complexe Mohamed V, Casablanca |  |
|                         |                        |     |                   |                                        |  |

----
Les FAR de Rabat s'imposent aux tirs au but par 5-4.

#### Finale
| 25 juillet 2008 Match 10 | Udinese | 0–3 | Athletic Bilbao                                              | 20h45 - Complexe Mohamed V, Casablanca |
|                          |         |     | Markel Susaeta 24e · Carlos Gurpegi 39e · Aritz Aduriz 45+1e |                                        |

----

## Classement final
- 1er :  Athletic Bilbao

- 2e :  Udinese

- 3e :  FAR de Rabat

- 4e :  Paços de Ferreira

- 5e :  Étoile sportive du Sahel

- 6e :  FC Nantes

- 7e :  Maghreb de Fès

- 8e :  Royal Charleroi Sporting Club

### Classement des buteurs
| Place | Joueur               | Pays    | Club              | Buts |
| ----- | -------------------- | ------- | ----------------- | ---- |
| 1     | Sadat Bukhari        | Ghana   | Étoile du Sahel   | 2    |
| 2     | Mohamed Amine Kabli  | Maroc   | FAR de Rabat      | 1    |
| -     | Tarik Merzouk        | Maroc   | FAR de Rabat      | 1    |
| -     | Youssef Kaddioui     | Maroc   | FAR de Rabat      | 1    |
| -     | Nabil Daoudi         | Maroc   | Maghreb de Fès    | 1    |
| -     | Abdelatif Noussir    | Maroc   | Maghreb de Fès    | 1    |
| -     | Youssef Abouda       | Maroc   | Maghreb de Fès    | 1    |
| -     | Edson Nobre          | Angola  | Paços de Ferreira | 1    |
| -     | Cristiano Moraes     | Brésil  | Paços de Ferreira | 1    |
| -     | Fernando Llorente    | Espagne | Athletic Bilbao   | 1    |
| -     | Markel Susaeta       | Espagne | Athletic Bilbao   | 1    |
| -     | Carlos Gurpegi       | Espagne | Athletic Bilbao   | 1    |
| -     | Aritz Aduriz         | Espagne | Athletic Bilbao   | 1    |
| -     | Antonio Floro Flores | Italie  | Udinese           | 1    |
| -     | Simone Pepe          | Italie  | Udinese           | 1    |